# NGC 1418
NGC 1418 est une galaxie spirale barrée située dans la constellation de l'Éridan. NGC 1418 a été découverte par l'astronome germano-britannique William Herschel en 1785.

## Caractéristiques
Sa vitesse par rapport au fond diffus cosmologique est de 4 068 ± 11 km/s, ce qui correspond à une distance de Hubble de 60,0 ± 4,2 Mpc (∼196 millions d'al).
À ce jour, sept mesures non basées sur le décalage vers le rouge (redshift) donnent une distance de 65,586 ± 21,423 Mpc (∼214 millions d'al), ce qui est à l'intérieur des valeurs de la distance de Hubble. Notons cependant que c'est avec la valeur moyenne des mesures indépendantes, lorsqu'elles existent, que la base de données NASA/IPAC calcule le diamètre d'une galaxie et qu'en conséquence le diamètre de NGC 1418 pourrait être d'environ 23,5 kpc (∼76 600 al) si on utilisait la distance de Hubble pour le calculer. 
La classe de luminosité de NGC 1418 est II et elle présente une large raie HI.

## Supernova
La supernova SN 2013gy a été découverte dans NGC 1418 le 6 décembre 2013 dans le cadre du programme LOSS (Lick Observatory Supernova Search) de l'observatoire Lick. Cette supernova était de type Ia.

## Groupe de NGC 1417
NGC 1418 fait partie du groupe de NGC 1417 qui compte au moins 14 galaxies, dont NGC 1358, NGC 1376, NGC 1417, NGC 1441, NGC 1449, NGC 1451 et NGC 1453.